# 海軍特別警察隊
海軍特別警察隊（日语：／」是由日本帝国海军在太平洋战争期间组建的憲兵。 它的任务是在占领區开展宪兵活动，包括调查海军军官的犯罪行为，调查和监督反日的当地人，以及开展反情报活动。 战争失败后，许多涉案人员作为战犯受到惩罚。 简称为特警或特警队。

## 沿革
日本海军有独立于日本陆军的海军刑法和海军军事法庭（海军军法会议），但最初甚至没有自己的憲兵组织。 原则上，陆军宪兵应该作为海军司法警察官和海军司法警察吏，并进行调查（《海军军事法庭法》（以下仅以条款编号引用），第73条第1款）。 然而，少数隶属于军法会议的警察也作为海军司法警察吏在担任检察官的海军法务士官的指挥下协助调查（第77条第1款），部队长对其下属犯下的罪行履行海军司法警察官的职责（第74条），部队长可以委托一名下属軍官担任具体案件的海军司法警察官，可授权下屬（第75条）。
然而，随着太平洋战争的爆发和日本占领区的扩展，仅靠陆军宪兵很难打击海军军人的犯罪行为。 特别是，在归入海军管理的警備・軍政地區，宪兵的力量明显不足，而作为检察官的法务軍官则被迫自己进行调查。 因此，1942年3月修訂《海軍軍法会議法》，允许海軍大臣从海军的武官和文官中指定人员在战区和占领区履行海军司法警察官职责（第73-2条）。 亦指定其下属为海军司法警察吏（第77条第2款）。
根据这一修正案，1942年中期开始在第二南遣舰队的管辖下建立了海军特别警察队制度；截至1943年5月，他们只存在于第二南遣舰队的管辖区，该舰队占据了海军责任区中的荷属东印度群岛北部，而没有在海南岛或其他地方存在。 然而，在厦门的門特別根据地隊也同时存在类似的 "海军警察队"，该部队隶属于第二南遣舰队管辖。 海军特别警察系统后来被第四南遣舰队接管，该舰队是从第二南遣舰队分离出来的，其活动一直持续到太平洋战争结束。
据说，陆军宪兵人员强烈反对建立海军特别警察队。